# 土本駅
土本駅（どもとえき）は、静岡県榛原郡川根本町奥泉字土本にある大井川鐵道井川線の駅。

## 歴史
- 1959年（昭和34年）8月1日：開業。
- 2010年（平成22年）8月28日：土砂崩れの恐れがあるため千頭 - 奥泉が運休。代行バスは当駅に停車しないため、当駅は休止となる。
- 2011年（平成23年) 8月12日：運休区間の運行を再開。

## 駅構造
単式ホーム1面1線の地上駅。無人駅である。

## 駅周辺
2018年2月現在、駅前の土本集落には3世帯3人が居住しており、80代以上の独居高齢者からなる超限界集落である。また、住民の全員が地名および駅名と同じ土本姓である。
- 大井川
- 寸又川
- 池の谷ファミリーキャンプ場

## その他
- TBS系列で放送された「月曜ミステリー劇場　早乙女千春の添乗報告書16  静岡湯けむりツアー殺人事件」（2004年10月18日放送）のロケがこの駅で行われ、作品では「鬼形駅」として登場する。

## 隣の駅
大井川鐵道
■井川線
沢間駅 - 土本駅 - 川根小山駅